# Pseudopegolettia
 Pseudopegolettia  H.Rob., Skvarla & Funk, 2016 è un genere di piante angiosperme dicotiledoni della famiglia delle Asteraceae.

## Etimologia
Il nome scientifico del genere è stato definito per la prima volta dai botanici Harold Ernest Robinson (1932-2020), John Jerome Skvarla (1935-2014) e Vicki Ann Funk (1947-2019) nella pubblicazione " PhytoKeys" (PhytoKeys 60: 107) del 2016.

## Descrizione

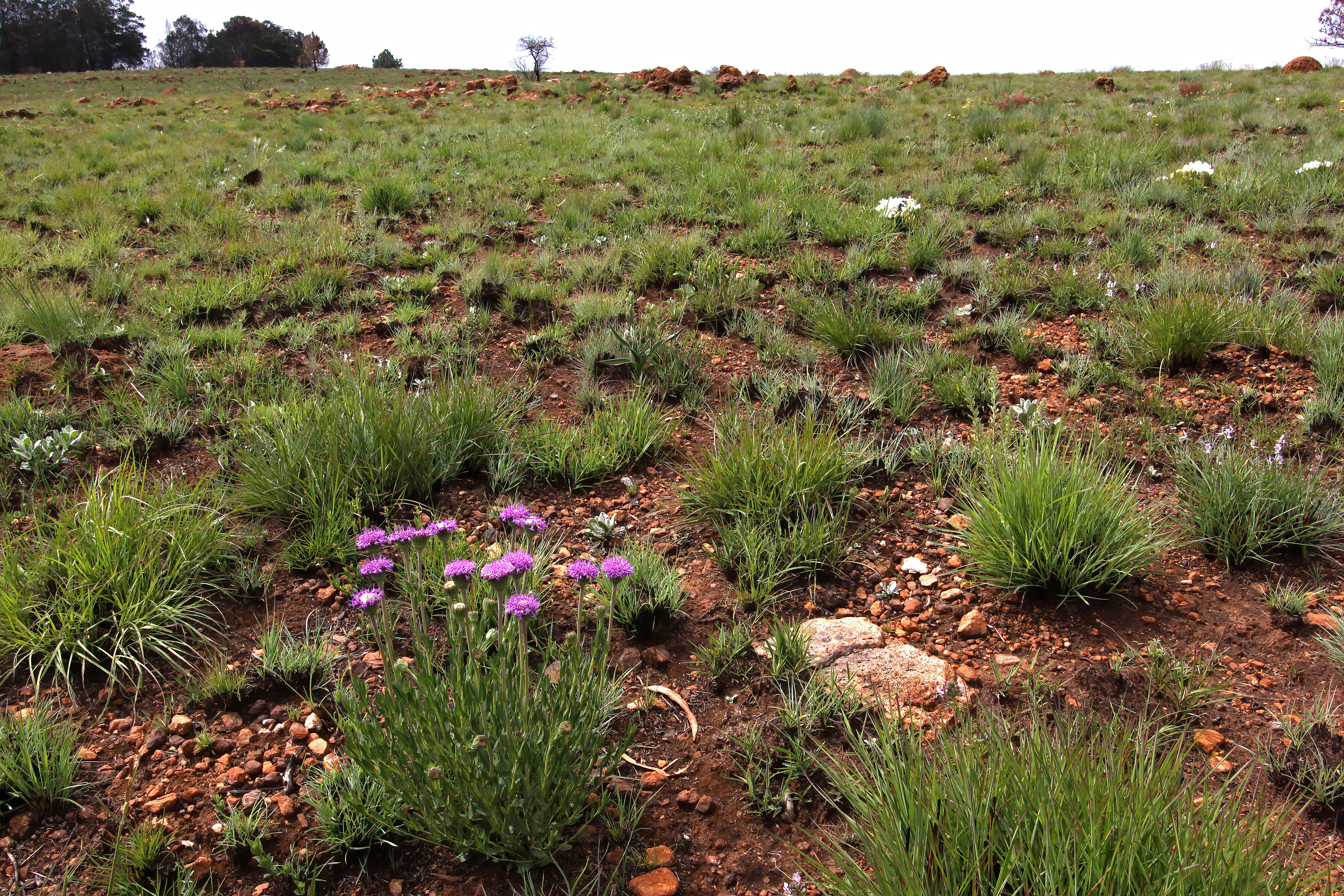
Il portamento
Pseudopegolettia tenella

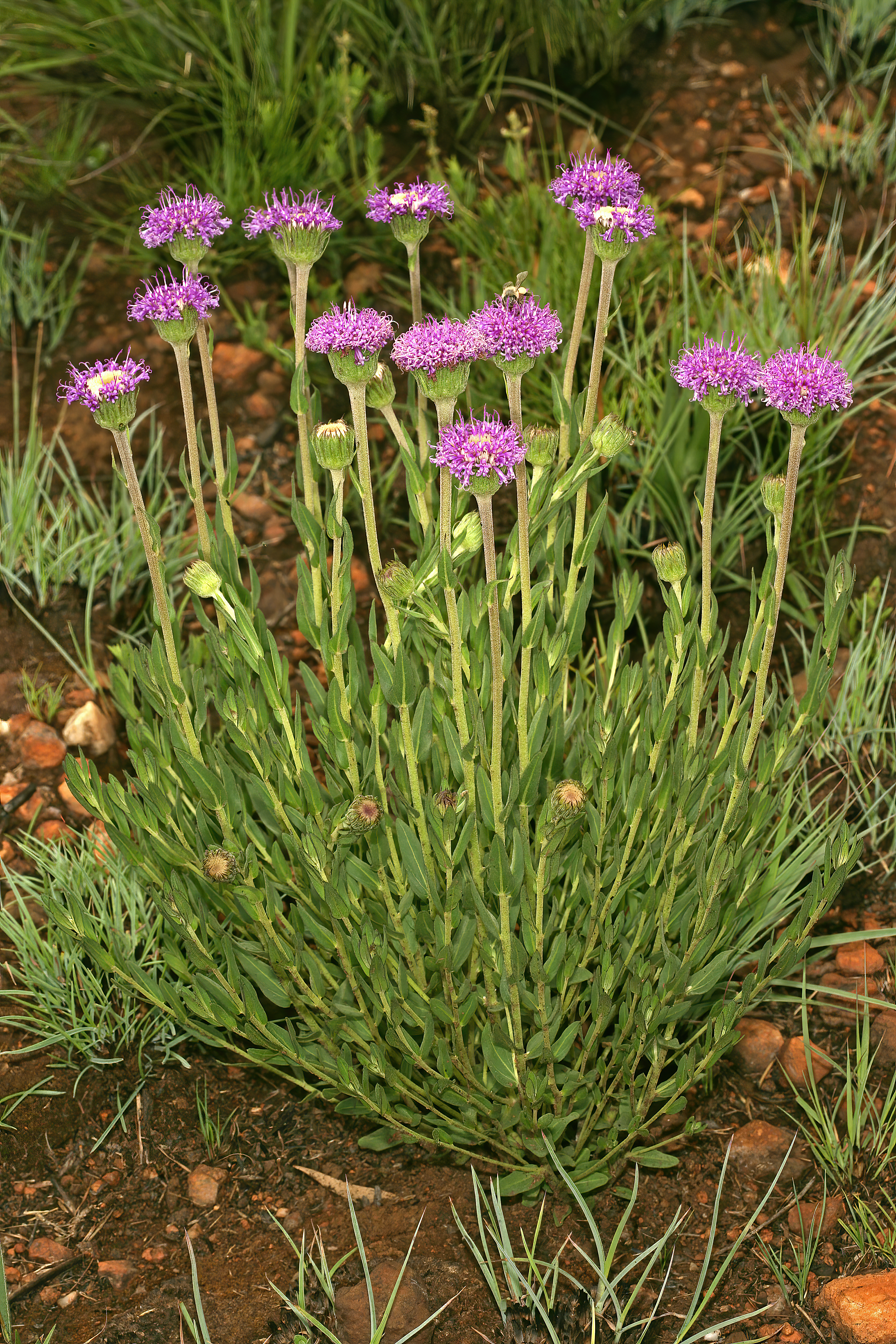
Infiorescenza
Pseudopegolettia tenella

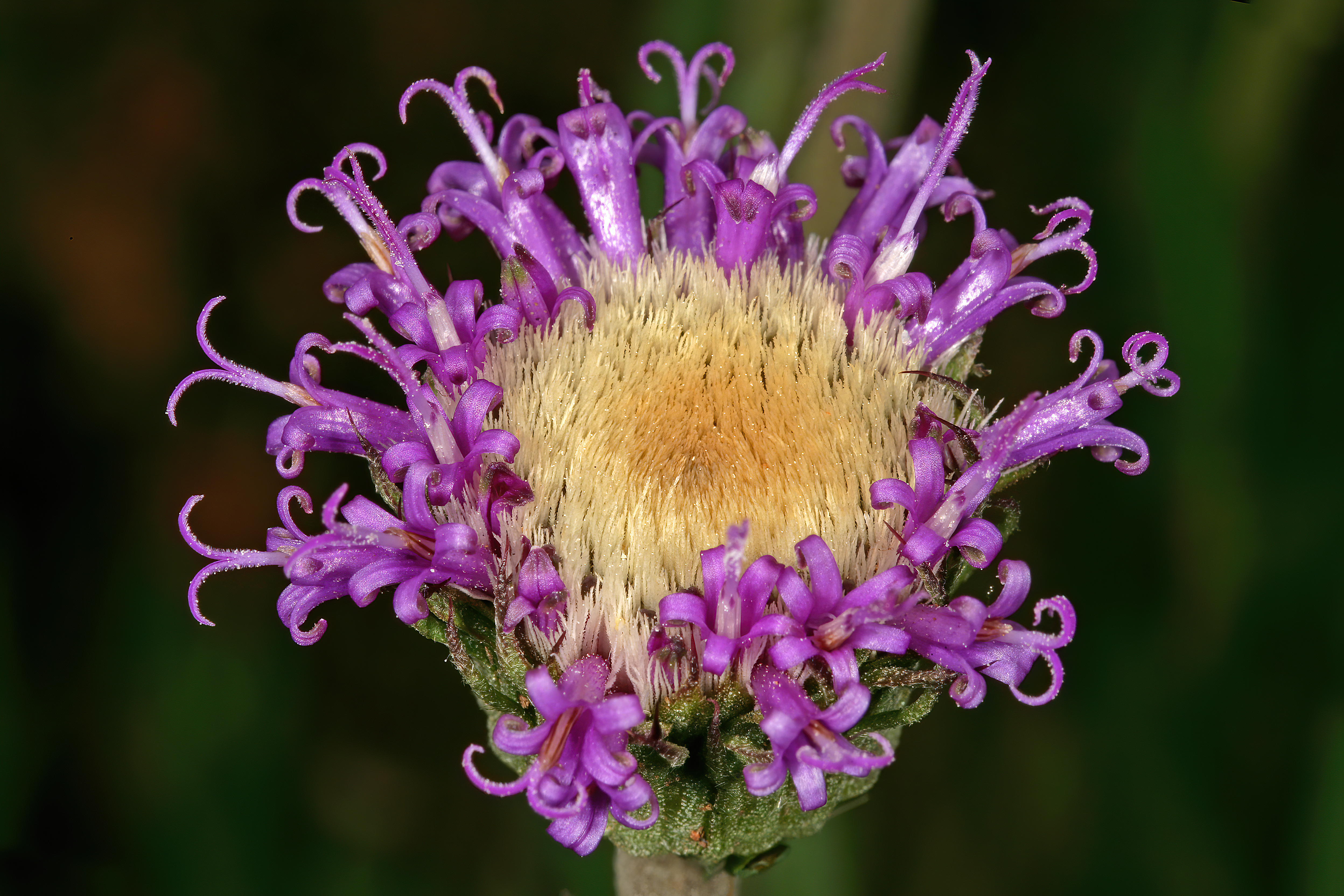
I fiori
Pseudopegolettia tenella

Le specie di questo genere sono delle piccole erbacee con cicli biologici perenni. I fusti sono eretto con piccoli rametti. Spesso sulla superficie di queste piante sono presenti peli semplici a corti peduncoli con cellule apicali asimmetriche.
Le foglie sono disposte in modo alterno e sono sessili. La lamina è intera con forme da oblunghe a lineari; la consistenza può essere membranacea. Le venature normalmente sono pennate. I margini sono continui o seghettati. La superficie è densamente punteggiata da ghiandole (specialmente quella inferiore).
L'infiorescenza è formata da alcuni capolini lungamente peduncolati. La struttura dei capolini è quella tipica delle Asteraceae: un peduncolo sorregge un involucro a forma campanulata composto da 20 - 60squame (o brattee) disposte su circa 3 serie embricate e scalate che fanno da protezione al ricettacolo sul quale s'inseriscono i fiori di tipo tubuloso. Le brattee dell'involucro, persistenti, subuguali con forme da lineari a campanulate con apici slanciati e consistenza erbacea, a volte sono divise in esterne (pubescenti) e interne. Il ricettacolo leggermente convesso è sprovvisto di pagliette (ricettacolo nudo). Diametro dell'involucro: 1,7 - 2,5 cm.
I fiori, 15 o più per capolino, sono tetra-ciclici (ossia sono presenti 4 verticilli: calice – corolla – androceo – gineceo) e pentameri (ogni verticillo ha in genere 5 elementi). I fiori sono inoltre ermafroditi e actinomorfi.
- Formula fiorale:

*/x K {\displaystyle \infty }, [C (5), A (5)], G 2 (infero), achenio
- Calice: i sepali del calice sono ridotti ad una coroncina di squame.
- Corolla: la corolla, formata da un tubo imbutiforme terminanti in 5 lobi lineari-lanceolati, può essere pubescente oppure cosparsa di ghiandole; in altri casi i lobi possono essere sericei o spinosi. Il colore varia da blu a viola. Lunghezza della corolla: 1 cm.
- Androceo: gli stami sono 5 con filamenti liberi e distinti, mentre le antere sono saldate in un manicotto (o tubo) circondante lo stilo.[9] Le teche delle antere sono ristrette alla base con corte code (l'appendice apicale è glara); in genere sono prive di ghiandole. Il polline è del tipo tricolporato (con tre aperture sia di tipo a fessura che tipo isodiametrica o poro)[10], echinato e "sublophato".
- Gineceo: lo stilo è filiforme con alla base uno stretto nodo anulare. Gli stigmi dello stilo sono due lunghi e divergenti; sono sottili, pelosi e con apice acuto. L'ovario è infero uniloculare formato da 2 carpelli. Gli stigmi hanno la superficie stigmatica interna (vicino alla base).[11]

I frutti sono degli acheni con pappo. Gli acheni hanno 6 - 8 coste. Sulla superficie degli acheni sono presenti dei tricomi oppure delle ghiandole punteggiate; all'interno si può trovare del tessuto di tipo idioblasto e rafidi di tipo subquadrato da corti a elongati; non è presente il tessuto fitomelanina. Il "carpopodium" (carpoforo) è a forma di un largo tappo, a volte con pochi peli corti uniseriati sulla superficie interna. Il pappo è formato da setole da 40 setole scabre su una sola serie (a volte può essere presente una seconda serie esterna con poche indistinte e corte setole). Lunghezza dell'achenio: 4,5 mm.

## Biologia
- Impollinazione: l'impollinazione avviene tramite insetti (impollinazione entomogama tramite farfalle diurne e notturne).
- Riproduzione: la fecondazione avviene fondamentalmente tramite l'impollinazione dei fiori (vedi sopra).
- Dispersione: i semi (gli acheni) cadendo a terra sono successivamente dispersi soprattutto da insetti tipo formiche (disseminazione mirmecoria). In questo tipo di piante avviene anche un altro tipo di dispersione: zoocoria. Infatti gli uncini delle brattee dell'involucro si agganciano ai peli degli animali di passaggio disperdendo così anche su lunghe distanze i semi della pianta.

## Distribuzione e habitat
Le specie di questo gruppo si trovano principalmente in Africa meridionale.

## Tassonomia
La famiglia di appartenenza di questa voce (Asteraceae o Compositae, nomen conservandum) probabilmente originaria del Sud America, è la più numerosa del mondo vegetale, comprende oltre 23.000 specie distribuite su 1.535 generi, oppure 22.750 specie e 1.530 generi secondo altre fonti (una delle checklist più aggiornata elenca fino a 1.679 generi). La famiglia attualmente (2021) è divisa in 16 sottofamiglie.

### Filogenesi
Le specie di questo gruppo appartengono alla sottotribù Erlangeinae descritta all'interno della tribù Vernonieae Cass. della sottofamiglia Vernonioideae Lindl.. Questa classificazione è stata ottenuta ultimamente con le analisi del DNA delle varie specie del gruppo. Da un punto di vista filogenetico in base alle ultime analisi sul DNA la tribù Vernonieae è risultata divisa in due grandi cladi: Muovo Mondo e Vecchio Mondo. I generi di Erlangeinae appartengono al subclade relativo all'Africa tropicale e meridionale (l'altro subclade africano comprende anche specie delle Hawaii) frammisti ai generi di altre sottotribù; si tratta quindi di un clade non ancora ben risolto filogeneticamente.
La sottotribù, e quindi i suoi generi, si distingue per i seguenti caratteri:
- le specie della sottotribù sono principalmente di origine Africana;
- nella pubescenza sono presenti peli da asimmetrici a simmetrici a forma di "T";
- alcune specie hanno delle foglie pennate divise in segmenti;
- le infiorescenze in genere non sono sottese alla base da brattee fogliacee;
- il polline varia da triporato a tricolporato;
- gli acheni possono avere da 4 a 12 coste;
- il pappo è cupoliforme.

In precedenza la tribù Vernonieae, e quindi la sottotribù di questo genere (Erlangeinae), era descritta all'interno della sottofamiglia Cichorioideae.
I caratteri distintivi per le specie di questo genere ( Pseudopegolettia) sono:
- l'infiorescenza è formata da pochi capolini all'apice di lunghi rami (o peduncoli);
- gli steli sono ricoperti da peli asimmetrici.

### Elenco delle specie
Questo genere ha 2 specie:
- Pseudopegolettia tenella (DC.) H.Rob., Skvarla & V.A.Funk
- Pseudopegolettia thodei  (E.Phillips) H.Rob., Skvarla & V.A.Funk